# Hogan Knows Best
Hogan Knows Best è stato un programma televisivo incentrato sulla vita della famiglia di Hulk Hogan, un wrestler professionista degli anni 1980. Sono state realizzate 4 stagioni per il programma, e in totale si hanno 43 episodi. È seguito da Brooke Knows Best, incentrato sulla figlia Brooke Hogan, ed è stato trasmesso anche in Italia su MTV.